# Polia purpurisata
Polia purpurisata là một loài bướm đêm trong họ Noctuidae.